# 叶海亚·本·伊德里斯
叶海亚·本·伊德里斯·本·奥马尔（阿拉伯语：‎；？—917年），又称叶海亚四世，摩洛哥伊德里斯王朝第九位埃米尔，904年至917年在位。
917年，法蒂玛王朝入侵摩洛哥，推翻了伊德里斯王朝的统治，叶海亚四世也在此期间丧命。法蒂玛王朝在摩洛哥建立统治，8年后，一度被哈桑·本·穆罕默德推翻，令伊德里斯王朝短暂复辟，但哈桑仅在位3年，便被卷土重来的法蒂玛王朝推翻。937年，卡西姆·盖农在摩洛哥北部部分地区复辟。